# Ernesto Diotallevi
Ernesto Diotallevi (Roma, 9 gennaio 1944) è un mafioso italiano.
È stata una figura di spicco nella storia della criminalità organizzata romana dal secondo dopoguerra fino ai giorni nostri. È descritto come l’anello di congiunzione tra criminalità organizzata e settori deviati dei servizi, incluso il massonismo.

## Biografia
Nato a Roma nel 1944, Diotallevi emerse inizialmente nei circoli della malavita capitolina.
Detto "Sor Ernesto", viene ricordato come uno dei principali referenti della Banda della Magliana, gruppo criminale emerso negli anni ’70, con collegamenti a Cosa Nostra e ai Nuclei Armati Rivoluzionari (NAR). Intorno al 1969, subì il suo primo arresto per scippo. Fu durante una successiva detenzione che conobbe Danilo Abbruciati, futuro capo della Banda della Magliana, consolidando così un legame personale e criminale cruciale per la sua carriera nel mondo mafioso. Diventò poi il “cassiere” della banda, occupandosi del reperimento di liquidità attraverso usura e riciclaggio. Nel contempo, mantiene strette relazioni anche con il boss siciliano Pippo Calò. Negli anni ’80 è indagato per il delitto di Roberto Calvi, noto come “il banchiere di Dio”, trovato impiccato a Londra nel 1982. Al processo viene assolto per insufficienza di prove.

### Affari immobiliari e patrimonio
Accumulò negli anni un ingente patrimonio immobiliare: attico a Roma con vista Fontana di Trevi, case in Sardegna (Porto Rotondo, Olbia) e persino immobili in Corsica. Tra il 2013 e il 2015, le autorità gli sequestrarono beni per un valore di circa 25 milioni di euro.

### Mafia capitale
Emerso nel contesto dell’inchiesta “Mafia Capitale” (2014), i pm lo indicano come referente locale di Cosa Nostra. Fonti pentite (Salvatore Cancemi, Francesco Marino Mannoia) lo citano tra i collegamenti tra mafia siciliana e criminalità romana. Intercettazioni del 2012 evidenziarono che avrebbe progettato con i figli un traffico di carburante di contrabbando al porto di Fiumicino. Secondo le ricostruzioni della Guardia di Finanza (citando il comandante Luca Tescaroli), Diotallevi avrebbe recuperato il passaporto intestato a Calvi, permettendo così la sua fuga dall’Italia e il trasferimento in varie città europee fino a Londra.
Fu in seguito condannato in via definitiva per favoreggiamento alla fuga di Calvi, ma assolto dal reato associativo della Banda della Magliana. Nel 2018–2019, la Corte di Cassazione confermò la confisca definitiva del suo patrimonio. A tal proposito, i giudici di appello avevano dichiarato il suo ruolo “non pericoloso”, ma il Procuratore Giovanni Salvi impugnò la decisione.